# 4a etapa del Tour de França de 2012
La 4a etapa del Tour de França de 2012 es disputà el dimecres 4 de juliol de 2012 sobre un recorregut de 214,5 km entre les viles d'Abbeville i Rouen.
El vencedor de l'etapa fou André Greipel (Lotto-Belisol), que s'imposà a l'esprint a Alessandro Petacchi (Lampre-ISD) i Tom Veelers (Vacansoleil-DCM). Una caiguda a manca de poc menys de 3 km ha provocà la caiguda d'un bon nombre de ciclistes, entre ells Mark Cavendish (Team Sky), i el fraccionament del grup principal, tot i que en ser la caiguda dins els darrers 3 no es tingué en compte el temps perdut en la classificació. No es produí cap canvi en les classificacions.

## Perfil de l'etapa
Etapa que, sortint d'Abbeville, al departament del Somme, va a buscar la costa atlàntica per seguir-la fins a l'altura de Fécamp, on la cursa gira cap al sud, a l'interior, per arribar a Rouen, al departament del Sena Marítim. Durant el recorregut els ciclistes han de superar quatre petites cotes de quarta categoria, als km 38, 69, 74 i 143. L'esprint intermedi es troba a Fécamp, km 140.

## Desenvolupament de l'etapa
Durant els primers quilòmetres de l'etapa es formà una escapada integrada per tres ciclistes, els francesos David Moncoutié (Cofidis) i Anthony Delaplace (Saur-Sojasun) i el japonès Yukiya Arashiro (Team Europcar). La màxima diferència que aconseguiren fou d'uns vuit minuts i mig. Durant l'escapada Moncoutié i Delaplace es repartiren les quatre cotes de quarta categoria, mentre Arashiro fou el primer a passar per l'esprint intermedi de Fécamp. Mark Cavendish (Team Sky) fou el primer del gran grup a passar per l'esprint, seguit de Matthew Goss (Orica-GreenEDGE). La pluja va afectar la cursa a manca de 50 km, just abans de la primera caiguda del dia que afectà, entre d'altres, Jonathan Cantwell (Team Saxo-Tinkoff) i Vincenzo Nibali (Liquigas-Cannondale).
Les diferències es van anar reduint a mesura avançava l'etapa, sent finalment neutralitzats a manca de 3,5 km. Poc després, i ja dins els darrers 3 quilòmetres, es va produir una nova caiguda que afectà a un bon nombre de ciclistes, entre ells Cavendish, Bernhard Eisel (Team Sky), Robert Hunter i Tyler Farrar (Garmin-Sharp). Aquesta caiguda també provocà el fraccionament del grup principal, però no tingué conseqüències en la classificació general en ser la caiguda dins els darrers 3 km. La victòria se la disputaren a l'esprint André Greipel Lotto-Belisol), Alessandro Petacchi (Lampre-ISD), Tom Veelers (Argos-Shimano) i Matthew Goss (Orica-GreenEDGE), sent Greipel el més ràpid i aconseguint d'aquesta manera la seva segona victòria al Tour de França, després de l'aconseguida en la 10a etapa de l'edició del 2011. L'etapa no suposà cap canvi en les classificacions.

## Esprints
| Primer  | Yukiya Arashiro (JPN)      | 20 pts |
| Segon   | Anthony Delaplace (FRA)    | 17 pts |
| Tercer  | David Moncoutié (FRA)      | 15 pts |
| Quart   | Mark Cavendish (GBR)       | 13 pts |
| Cinquè  | Matthew Goss (AUS)         | 11 pts |
| Sisè    | Mark Renshaw (AUS)         | 10 pts |
| Setè    | Peter Sagan (SVK)          | 9 pts  |
| Vuitè   | Alessandro Petacchi (ITA)  | 8 pts  |
| Novè    | Kenny van Hummel (NED)     | 7 pts  |
| Desè    | Iauhèn Hutaròvitx (BLR)    | 6 pts  |
| Onzè    | Marcus Burghardt (GER)     | 5 pts  |
| Dotzè   | Aliaksandr Kuchynski (BLR) | 4 pts  |
| Tretzè  | Brett Lancaster (AUS)      | 3 pts  |
| Catorzè | Daryl Impey (RSA)          | 2 pts  |
| Quinzè  | Matthieu Ladagnous (FRA)   | 1 pt   |

| Primer  | André Greipel (GER)        | 45 pts |
| Segon   | Alessandro Petacchi (ITA)  | 35 pts |
| Tercer  | Tom Veelers (NED)          | 30 pts |
| Quart   | Matthew Goss (AUS)         | 26 pts |
| Cinquè  | Peter Sagan (SVK)          | 22 pts |
| Sisè    | Jonathan Cantwell (AUS)    | 20 pts |
| Setè    | Daryl Impey (RSA)          | 18 pts |
| Vuitè   | Kris Boeckmans (BEL)       | 16 pts |
| Novè    | Edvald Boasson Hagen (NOR) | 14 pts |
| Desè    | Rubén Pérez Moreno (ESP)   | 12 pts |
| Onzè    | Gregory Henderson (NZL)    | 10 pts |
| Dotzè   | Jürgen Roelandts (BEL)     | 8 pts  |
| Tretzè  | Dmitri Fofónov (KAZ)       | 6 pts  |
| Catorzè | Peter Velits (SVK)         | 4 pts  |
| Quinzè  | Rémy di Grégorio (FRA)     | 2 pts  |

## Cotes
| Primer | David Moncoutié (FRA) | 1 pt |

| Primer | Anthony Delaplace (FRA) | 1 pt |

| Primer | David Moncoutié (FRA) | 1 pt |

| Primer | Anthony Delaplace (FRA) | 1 pt |

## Classificació de l'etapa
|    | Ciclista                   | Equip               | Temps      |
| -- | -------------------------- | ------------------- | ---------- |
| 1  | André Greipel (GER)        | Lotto-Belisol       | 5h 18' 32" |
| 2  | Alessandro Petacchi (ITA)  | Lampre-ISD          | m. t.      |
| 3  | Tom Veelers (NED)          | Argos-Shimano       | m. t.      |
| 4  | Matthew Goss (AUS)         | Orica-GreenEDGE     | m. t.      |
| 5  | Peter Sagan (SVK)          | Liquigas-Cannondale | m. t.      |
| 6  | Jonathan Cantwell (AUS)    | Team Saxo-Tinkoff   | m. t.      |
| 7  | Daryl Impey (RSA)          | Orica-GreenEDGE     | m. t.      |
| 8  | Kris Boeckmans (BEL)       | Vacansoleil-DCM     | m. t.      |
| 9  | Edvald Boasson Hagen (NOR) | Team Sky            | m. t.      |
| 10 | Rubén Pérez Moreno (ESP)   | Euskaltel–Euskadi   | m. t.      |

## Classificació general
|    | Ciclista                   | Equip                   | Temps       |
| -- | -------------------------- | ----------------------- | ----------- |
| 1  | Fabian Cancellara (SUI)    | RadioShack-Nissan       | 20h 04' 02" |
| 2  | Bradley Wiggins (GBR)      | Team Sky                | + 7"        |
| 3  | Sylvain Chavanel (FRA)     | Omega Pharma-Quick Step | + 7"        |
| 4  | Tejay van Garderen (USA)   | BMC Racing Team         | + 10"       |
| 5  | Edvald Boasson Hagen (NOR) | Team Sky                | + 11"       |
| 6  | Denís Ménxov (RUS)         | Team Katusha            | + 13"       |
| 7  | Cadel Evans (AUS)          | BMC Racing Team         | + 17"       |
| 8  | Vincenzo Nibali (ITA)      | Liquigas-Cannondale     | + 18"       |
| 9  | Ryder Hesjedal (CAN)       | Garmin-Sharp            | + 18"       |
| 10 | Andreas Klöden (GER)       | RadioShack-Nissan       | + 19"       |

## Classificacions annexes
|    | Ciclista                  | Equip               | Punts   |
| -- | ------------------------- | ------------------- | ------- |
| 1r | Peter Sagan (SVK)         | Liquigas-Cannondale | 147 pts |
| 2n | Matthew Harley Goss (AUS) | Orica-GreenEDGE     | 92 pts  |
| 3r | André Greipel (GER)       | Lotto-Belisol       | 87 pts  |

|    | Ciclista             | Equip               | Punts |
| -- | -------------------- | ------------------- | ----- |
| 1r | Michael Mørkøv (DEN) | Team Saxo-Tinkoff   | 9 pts |
| 2n | Ivan Basso (ITA)     | Liquigas-Cannondale | 2 pts |
| 3r | Peter Sagan (SVK)    | Liquigas-Cannondale | 2 pts |

|    | Ciclista                   | Equip           | Temps       |
| -- | -------------------------- | --------------- | ----------- |
| 1r | Tejay van Garderen (USA)   | BMC Racing Team | 20h 04' 12" |
| 2n | Edvald Boasson Hagen (NOR) | Team Sky        | + 1"        |
| 3r | Rein Taaramae (EST)        | Cofidis         | + 12"       |

|    | Equip             | Temps       |
| -- | ----------------- | ----------- |
| 1r | Team Sky          | 60h 12' 40" |
| 2n | RadioShack-Nissan | + 04        |
| 3r | BMC Racing Team   | + 06        |

## Abandonaments
- Maarten Tjallingii (Rabobank ProTeam): no surt per culpa de la caiguda patida el dia abans al km 168.